# Chrysalide (album de Patrick Fiori)
Albums de Patrick Fiori
Prends-moi
(1998) Patrick Fiori
(2002)
Singles
1. Terra Umana
Sortie : 1999
2. Que tu reviennes
Sortie : 2000
3. Juste une raison encore
Sortie : 2000

Chrysalide est le quatrième album Patrick Fiori sorti le 24 avril 2000.

## Liste des pistes
| No  | Titre                             | Durée |
| --- | --------------------------------- | ----- |
| 1.  | Que tu reviennes                  | 3:59  |
| 2.  | Être là                           | 4:02  |
| 3.  | Encore                            | 3:52  |
| 4.  | Chrysalide                        | 3:42  |
| 5.  | Juste une raison encore           | 4:16  |
| 6.  | Dieu pourra                       | 4:06  |
| 7.  | Mes certitudes                    | 3:31  |
| 8.  | Tout le monde sait parler d'amour | 3:59  |
| 9.  | Terra Umana                       | 3:53  |
| 10. | Laissez-moi                       | 3:20  |
| 11. | Y'a plus grand chose à dire       | 3:07  |
| 12. | Plus je pense à toi               | 4:45  |

## Classements hebdomadaires
| Classement (2000)            | Meilleure position |
| ---------------------------- | ------------------ |
| Suisse (Schweizer Hitparade) | 47                 |
| Belgique (Wallonie Ultratop) | 8                  |
| France (SNEP)                | 11                 |